# Margaret Murdock
Margaret Murdock, född 25 augusti 1942 i Topeka i Kansas, är en amerikansk före detta sportskytt och officer i USA:s armé som sjuksköterska.
Murdock blev olympisk silvermedaljör i gevär vid sommarspelen 1976 i München.